# سان فرانسیسکو کرونیکل
سان فرانسیسکو کرونیکل (به انگلیسی: San Francisco Chronicle) بزرگ‌ترین روزنامه شمال کالیفرنیا است که در وهله نخست در منطقه خلیج سان فرانسیسکو توزیع می‌شود. این روزنامه که در ۱۸۶۵ توسط دو برادر چارلز دی یانگ و مایکل دی یانگ بنیان گذاشته شد، در ۲۰۰۰ از خانواده دی‌یانگ خریده شد و اکنون در مالکیت ارتباطات هرست است. اکنون تنها روزنامه اصلی است که اخبار سانفرانسیسکو را منعکس می‌کند. تیراژ روزنامه کرونیکل برابر با ۱۷۳٬۵۱۴ و یکشنبه‌ها در حدود ۲۱۰٬۴۶۸ نسخه است.

## پرسنل
بیل ناگل ناشر فعلی کرونیکل است، آدری کوپر در ژانویه ۲۰۱۵ به عنوان اولین زن در پست مدیر مسئول روزنامه منصوب شد و متعاقباً در ژوئن ۲۰۲۰ روزنامه را ترک کرد تا در سمت مدیر مسئول رادیو نیویورک در نیویورک سیتی قرار گیرد. در اوت ۲۰۲۰ کمپانی هرست امیلیو گارسیا لوئیز را به عنوان مدیر مسئول انتشارات معرفی کرد. آن کیلون نویسنده مقالات ورزشی است و کارل لوانته روزنامه‌نگار و تامی استین‌استرا ستون‌نویس می‌باشد.